# Ifigenia w Taurydzie

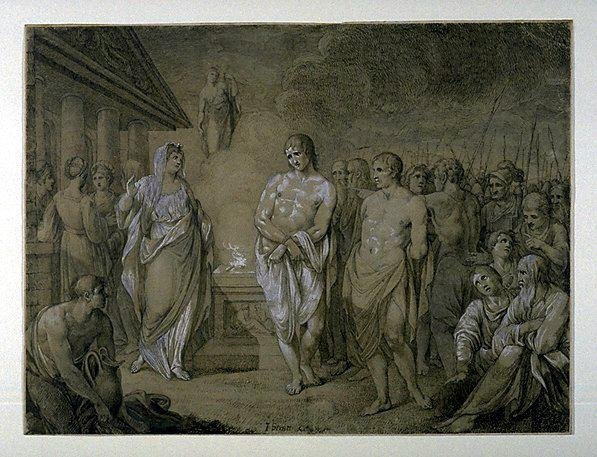
Ifigenia w Taurydzie, akwarela, Joseph Strutt (1749-1802)

Ifigenia w Taurydzie – tytuł dwóch różnych sztuk teatralnych, opery i obrazu opartych ma mitycznej historii Ifigenii, córki Agamemnona, króla Myken. Tauryda to dzisiejszy Krym, gdzie Ifigenia była kapłanką Artemidy.
- Ifigenia w Taurydzie (stgr. Iφιγένεια ἡ ἐν Ταύροις) – tragedia napisana przez Eurypidesa pomiędzy 414 a 413 r. p.n.e. Jest to jedno z 18 zachowanych do dzisiaj dzieł tego dramaturga.

- Ifigenia w Taurydzie (niem. Iphigenie auf Tauris) – sztuka teatralna Johanna Wolfganga Goethego z 1787 roku (wyd. polskie 1833)[1].

- Ifigenia w (na) Taurydzie (fr. Iphigénie en Tauride) – opera Christopha Willibalda Glucka, której premiera odbyła się 18 maja 1779 r. i jej późniejsza o dwa lata, niemiecka przeróbka (Iphigenia auf Tauris).

- zobacz też "Ifigenia w Taurydzie" – obraz pędzla Heinricha Gärtnera.